# Jean-Aimé Vernier
Jean-Aimé Vernier (à l'état civil, Jean Amé Vernier) est un compositeur, violoniste et harpiste français, né le 16 août 1769 à Paris et mort le 1er mai 1857 à Versailles.

## Biographie
Jean Amé Vernier naît à Paris le 16 août 1769, il est baptisé le lendemain en l'église Saint-Eustache. Il est le fils de Amé Joseph Vernier, maître teinturier et musicien (+ 1802 à Paris), et Marie Madelaine Le Blanc (+ 1822 à Paris). 
En 1780, il est violoniste au Concert spirituel, puis harpiste à l'Opéra-Comique en 1795, et à l'opéra en 1813. Il cessa toute activité musicale en 1838.
Il meurt célibataire en son domicile à Versailles le 1er mai 1857, à l'âge 87 ans.

## Œuvres principales
- La jolie gouvernante, opéra-comique créé au Théâtre du Palais-Royal en 1798
- Recueil pour la Harpe No.2, opus 3, pour harpe et violon
- 6 Airs variés pour la harpe, opus 6
- 6 Airs variés pour la harpe, opus 11
- 12 Valses op.27, pour harpe
- Variations pour harpe, opus 59
- La jeune captive, pour voix, harpe et piano